# Projekt 1886
Třída Ugra (Projekt 1886) byla třída mateřských lodí ponorek sovětského námořnictva (jejich ruské označení je plovoucí základna). Jedná se o zvětšenou upravenou verzi ponorkových tendrů projektu 310 (Třída Don). Pro sovětské námořnictvo bylo postaveno sedm ponorkových tendrů této třídy (Projekt 1886), mezi jejichž hlavní úkoly patřilo poskytovat technickou a logistickou podporu sovětským ponorkám. Sekundárně byly často používány jako vlajkové lodě úkolových uskupení válečných lodí. Dále byly pro sovětské námořnictvo postaveny dvě cvičné lodě modifikované verze Ugra II (Projekt 1886U). Jediným zahraničním uživatelem třídy se stalo indické námořnictvo, pro které byla postavena mateřská loď INS Amba (Projekt 1886M).

## Stavba
Celkem bylo postaveno 10 jednotek této třídy, které lze rozdělit do tří podtříd. Stavbu prováděla loděnice v Nikolajevu. Základní verzi projekt 1886 tvořily jednotky Ivan Kolyškin, Volga (937), Ivan Kučerenko, Ivan Vachremejev, Tobol, Lentra a Vladimir Jegorov, které byly do služby přijaty v letech 1963-1972. Cvičné lodě Borodino a Gangut z let 1970-1971 patří k verzi projekt 1886U. Ve verzi projekt 1886M byla postavena pouze indická mateřská loď INS Amba, která byla do služby přijata 28. prosince 1968.

## Konstrukce

### Třída Ugra
Plavidla mohla zásobovat osm až dvanáct ponorek zakotvených u obou boků. Nesla technické dílny, palivo, pitnou vodu, potraviny, náhradní díly, torpéda. Na jejich palubě byly také ubytovány náhradní ponorkové posádky. Plavidla nesla silnou protiletadlovou výzbroj - osm dvouúčelových 57mm kanónů AK-725 ve dvoudělových věžích a dvě čtyřnásobná odpalovací zařízení protiletadlových řízených střel Strela-2M se zásobou 16 střel. Na zádi se nacházela přistávací plocha pro jeden vrtulník Ka-25PS. Pouze mateřská loď Ivan Kolyškin byla vybavena hangárem. Pohonný systém tvořily čtyři diesely o výkonu 5965 kW, pohánějící dvojici lodních šroubů. Nejvyšší rychlost dosahovala 17 uzlů.

### Třída Amba
Indická mateřská loď Amba sloužila k podpoře indických ponorek projektu 641 (třída Foxtrot). Lišila se výzbrojí tvořenou čtyřmi 76mm kanóny ve dvoudělových věžích.